# Job Beintema
Job Beintema (24 mei 1995) is een voormalige Nederlandse atleet, die gespecialiseerd was in het hordelopen. Hij veroverde verschillende medailles op de Nederlandse kampioenschappen en won zijn eerste en enige gouden medaille in 2019. Hij trainde in de Topsport Trias trainingsgroep van Sven Ootjers bij de Heiloose club AV Trias. 
Eind 2019 stopte Beintema met atletiek om zich op zijn studie te richten.

## Nederlandse kampioenschappen
Outdoor
| Onderdeel    | Jaar |
| ------------ | ---- |
| 110 m horden | 2019 |

## Palmares

### 60 m horden
- 2017:  NK indoor - 7,97 s
- 2018: DQ NK indoor (in ½ fin. 8,02 s)
- 2019:  NK indoor - 7,96 s

### 110 m horden
- 2014: 8e in ½ fin. WK U20 te Eugene - 14,10 s (in serie 13,74 s)
- 2016:  NK - 14,11 s (-0,1 m/s)
- 2018:  NK - 14,18 s (-1,6 m/s)
- 2018:  IFAM Oordegem - 13,74 s (+0.7 m/s)
- 2019:  NK - 14,27 s (-0,5 m/s)